# عبد الستار طرابلسي
عبد الستار طرابلسي (مواليد 1908، تاريخ الوفاة غير معروف) كان لاعب رماية لبناني. شارك في منافسات رماية المسدس مسافة 50 م في الألعاب الأولمبية الصيفية 1952. مثل لبنان في بطولة العالم في رماية المسدس والتي أقيمت في هلسنكي، وحاز المركز الأول في الدورة الرياضية العربية الثانية التي أقيمت في بيروت عام 1957 حيث أحرز 497 نقطة.

## روابط خارجية
- عبد الستار طرابلسي في موقع أوليمبيديا